# Євпаторійський авіаційний ремонтний завод
45°14′ пн. ш. 33°23′ сх. д. / 45.233° пн. ш. 33.383° сх. д.
Євпаторійський авіаційний ремонтний завод (ЄАРЗ) — український завод, розташований у Євпаторії, АР Крим. Заснований 25 листопада 1939 року, входить до Укроборонпрому.
Пройшов шлях від авіамайстерень до сучасного виробництва, оснащеного необхідним технічним устаткуванням, що дозволяє здійснювати ремонт десятків типів літаків і авіадвигунів.
Державне підприємство «ЄАРЗ» входить до системи авіаремонтних підприємств, з вересня 1992 року включений до складу ЗСУ, є базовим заводом Міністерства оборони. Завод спеціалізується на ремонті, технічному обслуговуванні та модернізації літальних апаратів, агрегатів літакових систем, авіаційного та радіоелектронного обладнання. Злітно-посадочна смуга аеродрому має ширину 40 м і довжину 2000 м.
12 листопада 1991 року на аеродром «Євпаторія» здійснив посадку пасажирський літак Як-42. З цього моменту завод став першим військовим підприємством у колишньому СРСР, яке отримало право ремонту авіаційної техніки цивільної авіації. Державним Департаментом авіаційного транспорту України ДП «ЄАРЗ» був виданий сертифікат № ВР0022 на право виконання цих робіт.
2014 року територію заводу було окуповано російськими військами під час анексії Криму.
У січні 2023 року тимчасова російська окупаційна адміністрація виставила на продаж 100% акцій підприємства.